# Periodisme de dades
El periodisme de dades és l'especialitat o pràctica del periodisme que utilitza com a matèria primera i fonamental dades, en comptes d'altres fonts d'informació, amb l'objectiu de crear productes informatius diversos. Exemples d'aquests productes són articles amb dades,  infografies, o bé visualitzacións interactives amb dades i conjunts de dades en obert.

## Antecedents
Els seus antecedents es troben en el periodisme assistit per ordinador que va fer servir per primer cop la cadena de televisió CBS el 1952, l'objectiu de la qual era predir els resultats de les eleccions presidencials. Anys més tard, a la dècada dels 60, es va consolidar als Estats Units el Nou Periodisme i la figura del muckraker. En aquesta nova modalitat, els periodistes van deixar de conformar-se amb les versions oficials, es van tornar desafiants i escèptics enfront del poder i es van convertir en l'altaveu dels interessos dels ciutadans.
Una de les figures centrals va ser Bill Dedman. El 1989 va analitzar els préstecs concedits per les entitats de crèdit a Atlanta i va demostrar que als afroamericans se'ls exigia tenir el doble d'ingressos que els blancs per rebre diners a canvi d'interessos. El reportatge, publicat amb el nom El color del dinero, va guanyar el Premi Pulitzer al Periodisme d'Investigació l'any següent.
Des d'aquests inicis fins a l'actualitat els periodistes han buscat monitorar el poder a través de l'anàlisi de dades públiques utilitzant mètodes científics i la tecnologia que tenien al seu abast. A mesura que la tecnologia avança també esdevé més fàcil per als periodistes l'anàlisi de grans quantitats de dades, i aquesta mateixa tecnologia aporta les eines que serveixen tant per a l'obtenció de les dades com per a l'extracció de la informació, i d'altra banda, la mostra de tendències i relacions entre aquestes.

## Context actual
Tot i que aquesta modalitat del periodisme es troba en fase de construcció, ja hi ha països que la tenen molt arrelada. Aquest és el cas dels Estats Units, on diversos diaris actualment dediquen espais específics del seu web al periodisme de dades. Alguns exemples són els següents: 
- "Open", de The New York Times'
- "Datadesk", de Los Angeles Times
- "Data", de Texas Tribune'
- "FT Data", de Financial Times'
- "DataPost", de The Washington Post

A l'àmbit europeu el referent és el "Datablog" del diari The Guardian. El creador d'aquest espai, Simon Rogers, ho va fer amb la intenció de publicar un petit blog que oferís conjunts de dades completes per donar suport a les històries periodístiques del rotatiu britànic. No obstant això, la gran acollida que ha tingut per part dels lectors l'han convertit en una de les principals pàgines del diari.
Pel que fa a Espanya, el seu periodisme de dades encara no està al nivell d'aquests dos països, però organitzacions com el grup espanyol de l'Open Knowledge Foundation l'estan donant empemta. Sota el paraigües d'aquest grup es van organitzar a Barcelona les I Jornades de Periodisme de Dades i Open Data, que es van celebrar del 24 al 26 de maig de 2013 a Barcelona, Madrid, Donostia i Sevilla. D'altra banda, també hi ha iniciatives que estan tenint èxit, com ara els projectes duts a terme per la Fundació Civio. Aquesta organització sense ànim de lucre, que busca aconseguir més transparència i un millor accés a les dades públiques, és l'autora de "Quién Manda", un projecte que vol mostrar mitjançant el periodisme de dades els vincles existents entre les persones més importants del país.

## Treballar amb dades
El procés de treball d'un periodista de dades es pot classificar en quatre fases:
1. Trobar les dades: el periodisme de dades obté les seves fonts principalment de les institucions, però no tota la informació és accessible als periodistes ni al públic en general. Cada país estableix una legalitat pròpia quant a transparència de dades, i en el cas espanyol, la Llei de transparència, accés a la informació pública i bon govern estableix les obligacions de les administracions en termes d'accés públic a les dades. Diverses administracions polítiques a nivell mundial ofereixen accés públic a les seves dades i actualment el llistat d'institucions amb dades obertes augmenta progressivament.
2. Qüestionar-les: qüestionar les dades correctament vol dir que s'ha de tenir un bon coneixement del camp que s'està treballant, del context en què s'engloba, així com tenir facilitat per interpretar les estadístiques a les quals es fa referència.
3. Visualitzar-les: aquesta àrea de treball històricament ha estat responsabilitat de dissenyadors i programadors. No obstant això, cada cop està augmentat més el nombre de redactors que s'atreveixen amb aquesta fase.
4. Combinar-les: gràcies a eines com ManyEyes, per la visualització, o Yahoo! Pipes, per la mescla, es poden combinar les diferents aplicacions que té el periodisme de dades.

D'altra banda, alguns especialistes com Aron Pilhofer posen èmfasi en utilitzar les dades per a explicar històries i donar respostes: “Les dades són només el punt de partida, no un objectiu per elles mateixes”.

### Eines
A l'entorn digital actual hi ha moltes eines que faciliten plasmar en un gràfic les dades obtingudes. Tot i així, 10 aplicacions que es recomanen per fer periodisme de dades són:
1. Datawrapper: servei gratuït que permet realitzar visualitzacions senzilles, entre les quals destaquen gràfics de barres, diagrames circulars i gràfics lineals. Una de les opcions que ofereix és automatitzar contingut creat a Excel i, alhora, tot el material generat amb aquesta eina es pot introduir a qualsevol pàgina web.
2. Many Eyes: plataforma amb nombroses opcions per crear gràfics i infografies interactives.
3. ICharts: permet crear gràfics interactius acompanyats de descripcions.
4. Vennage: aplicació fàcil d'utilitzar que serveix per crear estadístiques i infografies a les quals se'ls pot afegir imatge, gràfics i text.
5. GetBulb: després d'instal·lar-la, els usuaris poden seleccionar quin tipus de visualització volen fer. Tot seguit, només han de seleccionar les dades d'Excel que volen importar.
6. Tableau: eina gratuïta per realitzar gràfics interactius que permet a l'usuari descobrir quina història s'amaga darrere els números.
7. Fusion Tables: crea visualitzacions com mapes, gràfics i línies de temps, el contingut dels quals es pot importar des del compte de Google.
8. Mr Data Converter: permet convertir dades en format Excel, entre d'altres, en gràfics senzills.
9. Tableizer: conversor d'Excel a codi HTML per incloure gràfics a pàgines web.
10. Generador de gràfics: aquesta plataforma permet dissenyar i compartir gràfics en línia de franc.

### Productes
En funció de si el format és text, multimèdia o dades en brut, es diferencien tres tipus de productes de periodisme de dades:
1. Articles amb dades: articles periodístics que ofereixen grans volums de dades en obert fruit d'un procés de cerca per part del periodista o l'equip.
2. Infografies i visualitzacions: és un dels productes més coneguts i característics dins d'aquesta modalitat periodística. Representa dades a partir de diagrames, l'objectiu dels quals és facilitar la comprensió dels esdeveniments narrats en substitució del text informatiu clàssic.[15]
3. Dades en obert: publicació en obert de dades perquè els usuaris no només les puguin llegir o visualitzar, com en els casos anteriors, sinó també utilitzar, tractar i manipular.